# 도로시 필립스

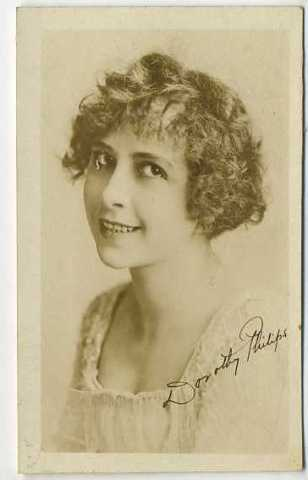

도로시 필립스(Dorothy Phillips, 1889년 10월 30일 ~ 1980년 3월 1일)는 미국의 배우, 영화배우이다.
볼티모어에서 태어났으며 우들랜드힐스에서 사망하였다. 사인은 폐렴이다. 할리우드 포에버 공동묘지에 매장되었다.

## 영화
- 드그래시 하이 (1987년)
- 리버티 벨런스를 쏜 사나이 (1962년)
- 회색 양복을 입은 사나이 (1956년)
- 난폭한 토요일 (1955년)
- 포스트맨은 벨을 두 번 울린다 (1946년)
- 마이 페이버릿 스파이 (1942년)
- 더 크래들 스내처스 (1927년)